# الطريق الوطنية رقم 16 (تونس)

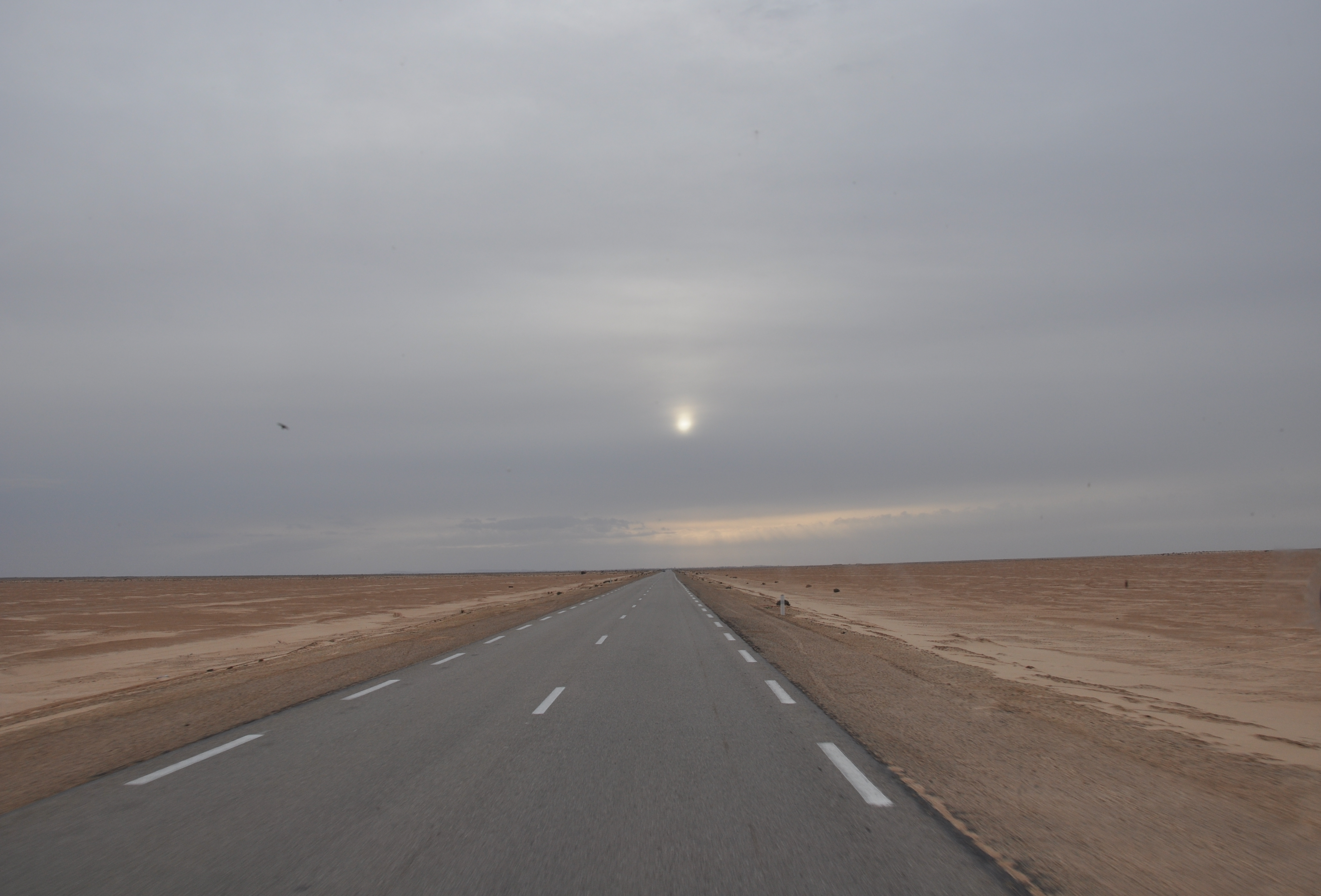

الطريق الوطنية رقم 16 أو ط و16 طريق رئيسية تونسية تصل بين مدينتي قابس وتمغزة، وهي تمرّ بالمدن التالية على التوالي:
- قابس،
- الحامة،
- قبلي،
- دقاش،
- حامة الجريد،
- الشبيكة،
- تمغزة.